# Jekaterina Sergejewna Kurotschkina

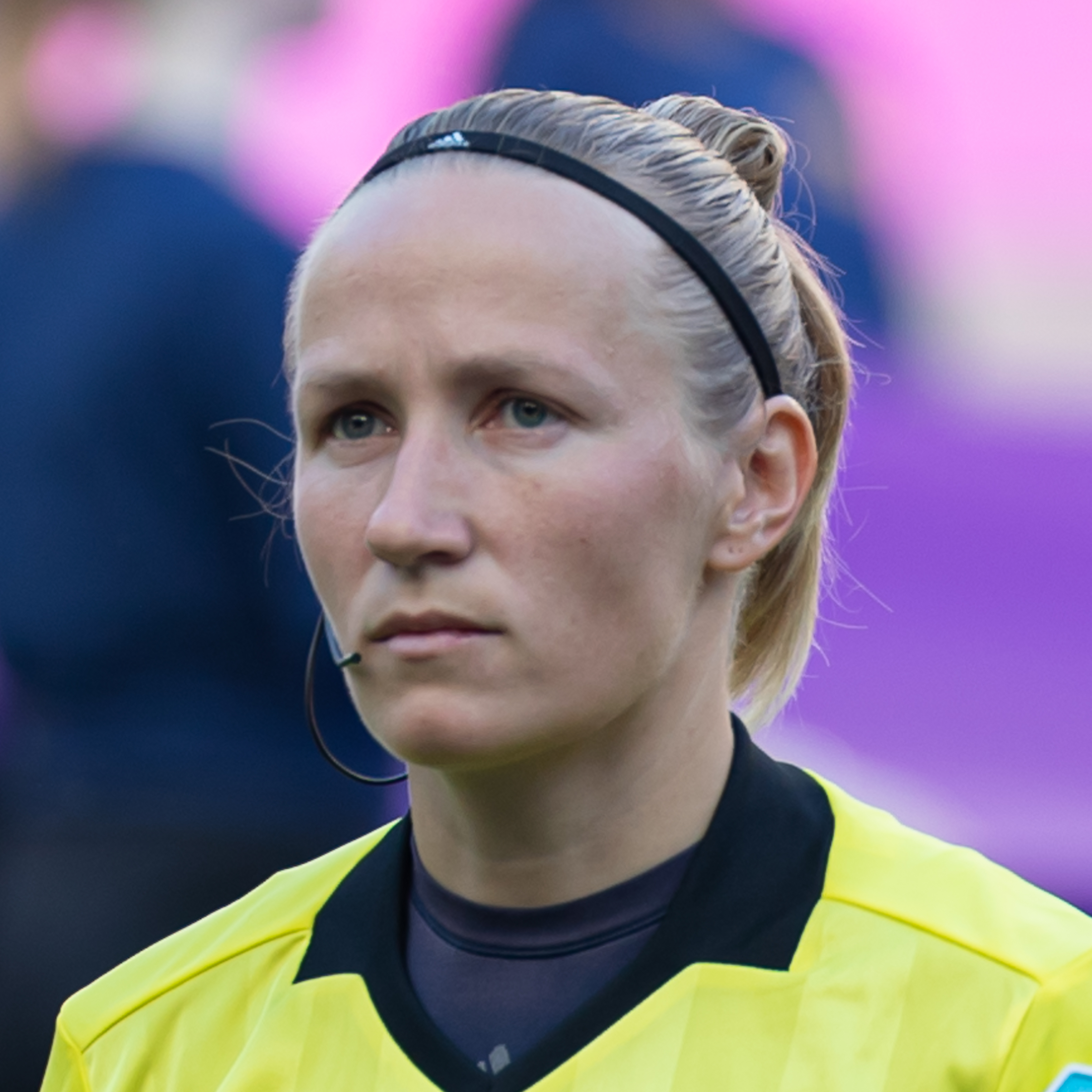
Jekaterina Kurotschkina im Finale der Women’s Champions League 2018/19

Jekaterina Sergejewna Kurotschkina (russisch Екатерина Сергеевна Курочкина; * 3. April 1986) ist eine russische Fußballschiedsrichterassistentin.
Seit 2012 steht sie auf der Liste der FIFA-Schiedsrichter.
Kurotschkina war (meist im Schiedsrichtergespann von Anastassija Pustowoitowa) unter anderem Schiedsrichterassistentin bei der Europameisterschaft 2017 in den Niederlanden, beim Algarve-Cup 2019, bei der Weltmeisterschaft 2019 in Frankreich und beim olympischen Fußballturnier 2020 in Tokio.
Am 18. Mai 2019 leitete Kurotschkina mit Anastassija Pustowoitowa und Petruța Iugulescu das Finale der Women’s Champions League 2018/19 zwischen Olympique Lyon und FC Barcelona (4:1).
Zudem war Kurotschkina unter anderem bei der U-19-Europameisterschaft 2014 in Norwegen und beim Algarve-Cup 2017 im Einsatz.